# 크룰 높이 정리
가환대수학에서 크룰 높이 정리(영어: Krull’s height theorem)는 뇌터 환에서 n개의 원소로 생성된 아이디얼의 높이가 n 이하라는 정리이다.

## 정의
다음과 같은 데이터가 주어졌다고 하자.
- 가환 뇌터 환 {\displaystyle R}
- 자연수 {\displaystyle m,n\in \mathbb {N} } 및 {\displaystyle 0\leq k\leq \min\{m,n\}}
- 임의의 {\displaystyle R} 성분의 {\displaystyle m\times n} 행렬 {\displaystyle M\in \operatorname {Mat} (m,n;R)}

그렇다면, {\displaystyle M}은 {\displaystyle \textstyle {\binom {m}{k}}{\binom {n}{k}}}개의 {\displaystyle k\times k} 소행렬식(영어: minor)들을 갖는다. 크룰 높이 정리에 따르면, 이 소행렬식들로 생성되는 {\displaystyle R}-아이디얼이 {\displaystyle R} 전체가 아니라면, 그 높이는 {\displaystyle (m-k+1)(n-k+1)} 이하이다.
특히, {\displaystyle n=k=1}인 경우, {\displaystyle m}개의 원소로 생성되는 아이디얼 {\displaystyle (r_{1},r_{2},\dots ,r_{m})\neq R}의 높이는 {\displaystyle n} 이하이다.
{\displaystyle \operatorname {ht} (r_{1},\dots ,r_{n})\leq \{0,1,\dots ,n\}\qquad \left((r_{1},r_{2},\dots ,r_{m})\neq R\right)}
반대로, 높이가 {\displaystyle n}인 소 아이디얼은 {\displaystyle n}개의 원소로 생성될 수 있다.
특히, 크룰 높이 정리에서 {\displaystyle m=n=k=1}을 취하면, 가역원이 아닌 원소로 생성되는 주 아이디얼의 높이는 1 이하임을 알 수 있다.
{\displaystyle \operatorname {ht} (r)\in \{-\infty ,0,1\}\qquad (r\not \in R^{\times })}

### 크룰 정역의 경우
크룰 높이 정리는 크룰 정역에 대하여 부분적으로 성립한다. 구체적으로, 크룰 정역의 모든 진 아이디얼인 주 아이디얼의 높이는 0 또는 1이다. (그러나 뇌터 환이 아닌 크룰 정역의 경우, 이는 2개 이상의 원소로 생성되는 아이디얼에 대하여 성립하지 않을 수 있다.)

## 역사
볼프강 크룰이 1928년에 {\displaystyle m=n=k=1}인 경우를 증명하였다.
1961년에 존 얼론조 이건(영어: John Alonzo Eagon)이 이를 소행렬식에 대하여 일반화하였다.

## 참고 문헌
1. ↑  Anderson, David F.; Dobbs, David E.; Eakin, Paul M.; Heinzer, William J. (1990). “On the generalized principal ideal theorem and Krull domains”. 《Pacific Journal of Mathematics》 (영어) 146 (2): 201–215. MR 1078378. Zbl 0746.13007.
2. ↑  Krull, Wolfgang (1928년 12월 1일). “Zur Theorie der zweiseitigen Ideale in nichtkommutativen Bereichen”. 《Mathematische Zeitschrift》 (독일어) 28 (1): 481–503. doi:10.1007/BF01181179.
3. ↑  Eagon, John Alonzo (1961). 《Ideals generated by the subdeterminants of a matrix》 (영어). 박사 학위 논문. 시카고 대학교.

- Matsumura, Hideyuki (1970). 《Commutative Algebra》 (영어). New York: Addison Wesley Longman. ISBN 978-0805370256.